# D'Iberville (Mississippi)
Cette page contient des caractères spéciaux ou non latins. S’ils s’affichent mal (▯, ?, etc.), consultez la page d’aide Unicode.
La ville américaine de D’Iberville (en anglais [diːˈaɪbərvɪl]) est située dans le comté de Harrison, dans l’État du Mississippi. Lors du recensement de 2010, sa population s’élevait à 9 486 habitants.

## Histoire
La localité a été nommée en hommage à l’explorateur français Pierre Le Moyne d’Iberville.

## Source
- (en) Cet article est partiellement ou en totalité issu de l’article de Wikipédia en anglais intitulé « D'Iberville, Mississippi » (voir la liste des auteurs).